# Richia timbor
Richia timbor är en fjärilsart som beskrevs av Dyar 1919. Richia timbor ingår i släktet Richia och familjen nattflyn. Inga underarter finns listade.